# Заволжский (Саратовская область)
Заволжский — посёлок в Пугачёвском районе Саратовской области России. Административный центр Заволжского муниципального образования.
Расположен на правом берегу Большого Иргиза, в 26 км от районного центра — Пугачёва, в 50 км к востоку от города Балаково и в 215 км от Саратова. К посёлку фактически примыкают село Берёзово (к западной окраине посёлка) и посёлок при станции Иргиз (к северу, их разделяет федеральная автотрасса Р229).
Основан в 1957 году, является самым молодым посёлком Пугачёвского района. До 2004 года возглавляло Заволжский округ (с 2 населёнными пунктами). С 2004 года возглавляет в образованное Законом Саратовской области от 27 декабря 2004 года № 89-ЗСО муниципальное образование Заволжское муниципальное образование (с 5 населёнными пунктами).
В посёлке есть больница, школа, детсады, Дом культуры, православный храм. По окраине посёлка проходит автомобильная автодорога Р229 «Самара — Пугачёв — Энгельс — Волгоград». От неё идёт подъездная дорога к п. Заволжский (идентификационный номер 63-000-000 ОП РЗ 63К-00655) протяжённостью 0,86 км. В 2 километрах на север расположена железнодорожная станция Иргиз.

## Население
| 2002 | 2010  |
| ---- | ----- |
| 2457 | ↘2092 |

Национальный состав
Согласно результатам переписи 2002 года, в национальной структуре населения русские составляли 94 % из 2457 чел.